# ترسه یبسن
ترسه یبسن (انگلیسی: Therese Jebsen) یک فعال حقوق بشر نروژی است که مشاور ارشد بنیاد رفتو در برگن، نروژ می‌باشد. او قبلاً مدیر اجرایی این سازمان بود.

## سنین جوانی و تحصیلات
یبسن تحصیلاتش را در مدرسه اقتصاد نروژ به پایان رساند. او از ۱۹۹۷ تا ۲۰۰۷ مدیر اجرایی خانه حقوق بشر رفتو و از ۲۰۰۸ تا ۲۰۱۴ در بنیاد رفتو مشغول فعالیت بود. او از آن زمان تاکنون مشاور ارشد این بنیاد می‌باشد.

## دستگیری در ویتنام
ایدر مارس ۲۰۰۷، یبسن هنگامی‌که برای دیدار با راهب بودایی تیک کوانگ دو در شهر هو شی مین رفت تا جایزه رفتو را به تیک کوانگ که سال قبل برنده شده بود اهدا کند توسط پلیس ویتنام دستگیر شد، راهب، که دومین فرمانروای دین بودایی در ویتنام بود، از آن پس در صومعه محل اقامت خود در حصر خانگی به سر می‌برد، آواز سفر به نروژ برای دریافت جایزه منع شد. کیو تران، فعال حقوق بشر نروژی-ویتنامی و دو خبرنگار TV2 نیز همراه با یبسن دستگیر شدند. پلیس به یبسن گفت که ملاقات با شخصی که در فعالیت‌های غیرقانونی دست داشته است جرم است.
یبسن و هموطنانش پس از دو ساعت بازجویی آزاد شدند. پس از دستگیری، تیچ کوانگ دو گفت: من از مردم سراسر جهان، به ویژه کسانی که در حال سرمایه‌گذاری یا کمک‌های توسعه‌ای به ویتنام هستند، می‌خواهم که از رویدادهای امروز درس بگیرند. به جای کمک به تقویت رژیم کمونیستی و طولانی کردن بقای آن، سعی کنند از کمک‌های اقتصادی خود برای نجات ۸۰ میلیون ویتنامی استفاده کنند و آنها را از زندان بزرگی که امروز در آن به سر می‌برند آزاد کنید.
راهب در مصاحبه ای گفت اندکی قبل از دیدار با یبسن به او اطلاع داده شده بود و به محض ورود او به صومعه، او با یک دسته گل به او نزدیک شد. با این حال، قبل از اینکه بتواند آنها را به او بدهد، «گروهی از پلیس امنیت وارد شدند. یکی یونیفورم پلیس پوشیده بود و بقیه لباس شخصی به تن داشتند. آنها ما را رهگیری کردند و به ترزی یبسن دستور دادند که با آنها به ایستگاه پلیس برود. راهب سعی کرد به پلیس توضیح دهد که یبسن یک مهمان خارجی در یک دیدار دوستانه اینجا میهمان است و از پلیس درخواست کرد تا از او پذیرایی کنند.» او گفت: «اما پلیس سرسخت بود. آنها گفتند که فقط ۱۵ دقیقه او را بازداشت می‌کنند و سپس به او اجازه بازگشت می‌دهند.» راهب گفت: «اما در اعماق وجودم، من یک کلمه را باور نکردم. کمونیست‌ها هرگز به آنچه می‌گویند عمل نمی‌کنند، هرگز به وعده‌های خود عمل نمی‌کنند.»
تیچ کوانگ دو افزود: «من برای کشورم ناراحت و شرمنده هستم. ذره ای از انسانیت، ادب یا تمدن در این رژیم باقی نمانده است. کمونیست‌ها یک مشت هولیگان هستند… به همین دلیل است که دموکراسی و آزادی کاملاً حیاتی هستند. آنها دارویی هستند که برای حفظ جان خود به آنها نیاز داریم».

## موضوع اویغورها
هنگامی که در سال ۲۰۱۰ گزارش شد که علیم عبدی‌رییم، رابیا کدیر، پسر برنده جایزه رفتو، در زندانی در چین شکنجه می‌شود، یبسن اعلام کرد: «ما باید به دنیا بگوییم که این اتفاق می‌افتد… هزاران اویغور، تحت شکنجه، یا خطر مجازات اعدام در زندان به سر می‌برند.» در ۲۰۰۵، زمانی که قدیر به تبعید به ایالات متحده فرستاده شد، مقامات چینی به او هشدار داده بودند که در صورت ادامه صحبت در مورد بدرفتاری دولت پکن با اویغورها، از خانواده‌اش انتقام گرفته خواهد شد.
در ۲۰۱۴، بنیاد رفتو خواستار آزادی فوری الهام توهتی، محقق اویغور شد که توسط پلیس پکن بازداشت شده بود. یبسن گفت: «بنیاد رفتو بازداشت پروفسور توهتی را محکوم می‌کند و از چین می‌خواهد که محل اختفای او را فاش سازد، با او رفتاری انسانی داشته باشد و در نهایت او را از بازداشت آزاد کند.»

## هوکون و آذربایجان
هنگامی‌که اعلام شد هوکون، ولیعهد نروژ قصد دارد در ژوئن ۲۰۱۱ برای شرکت در یک کنفرانس نفتی به آذربایجان سفر کند، یبسن به همتایان خود در بنیاد خانه حقوق بشر و کمیته هلسینکی پیوست و نامه ای به هوکون نوشت و از او خواست که سفر خود را لغو کند. آنها این سفر را به عنوان «یک سیگنال غلط… در به رسمیت شناختن رژیم نالایق رئیس‌جمهور الهام علی اف» تلقی کردند.